# Vikev hrachovitá

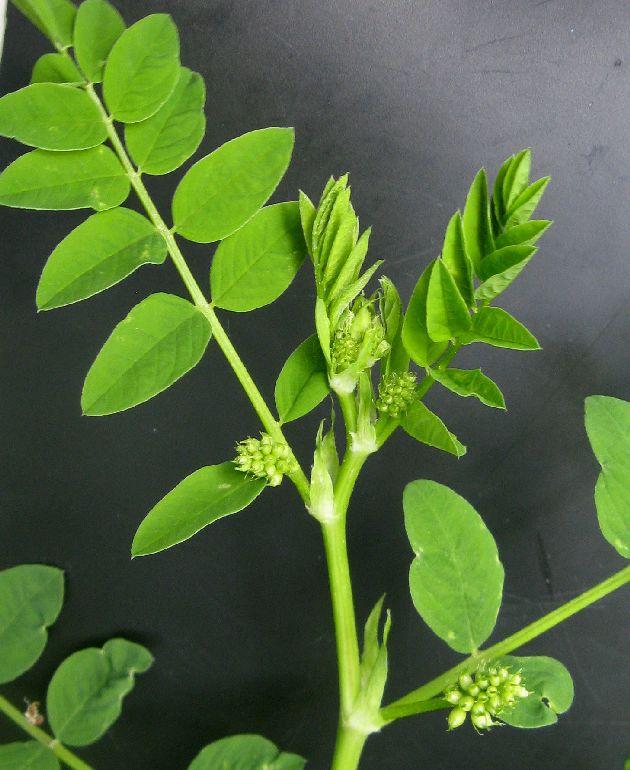
Listy a zárodky květenství

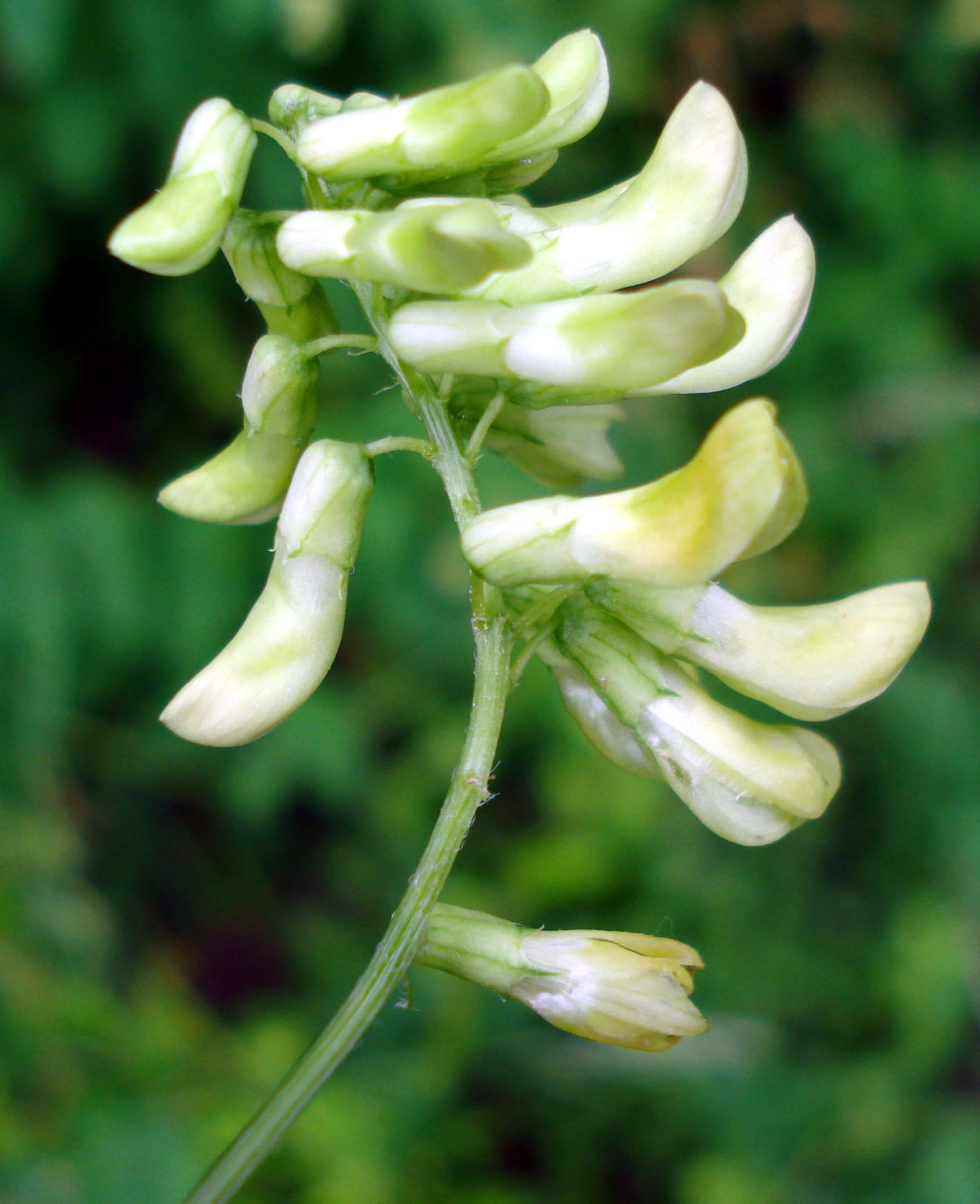
Květenství - pyskaté květy

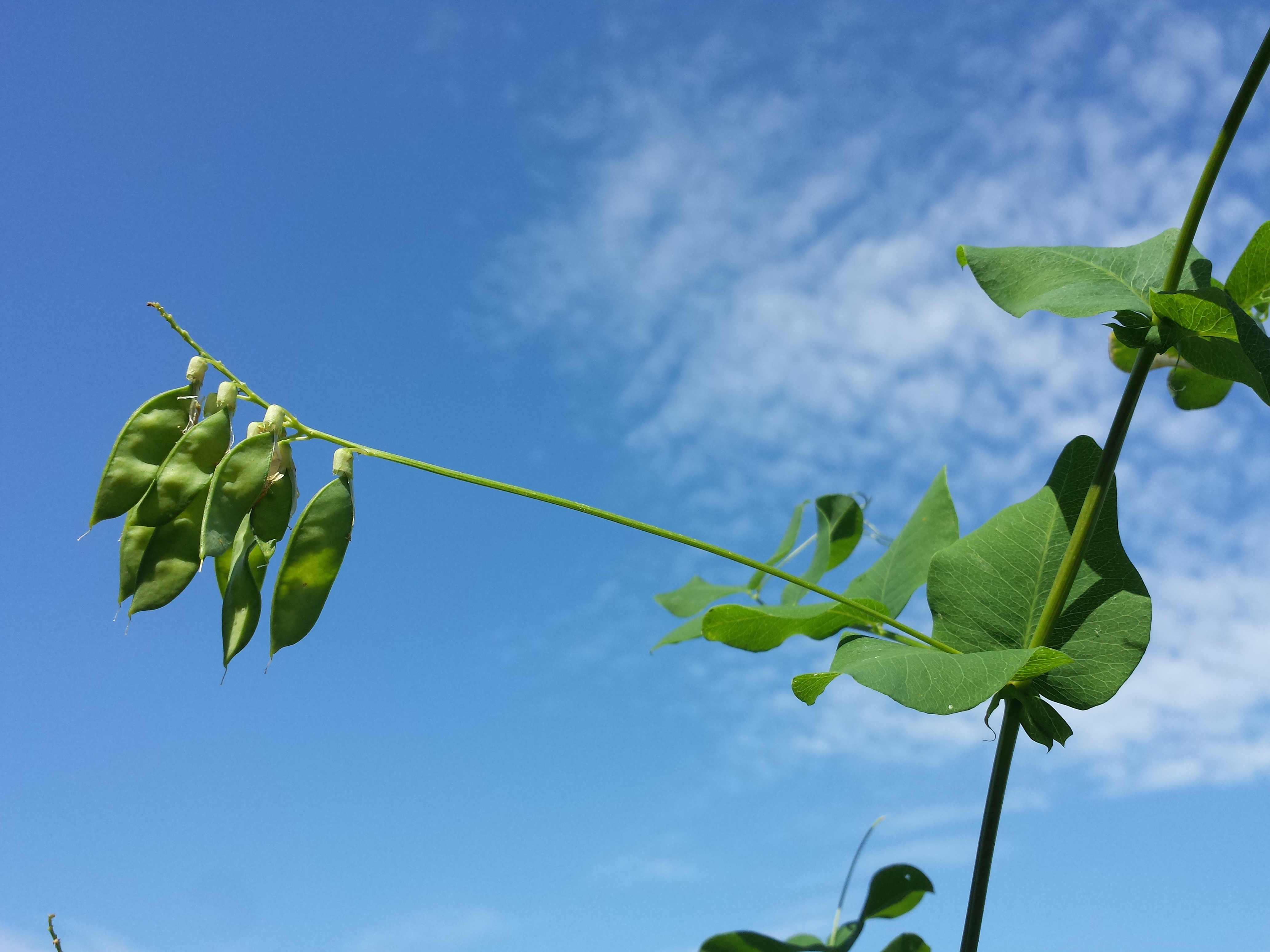
Plodenství - lusky

Vikev hrachovitá (Vicia pisiformis) je vytrvalá, popínavá rostlina, jeden z asi dvaceti pěti druhů rodu vikev, které se vyskytují v české přírodě. V Česku je původní druh, jenž samovolně vyrůstá ve volné přírodě a není hospodářsky využíván, je však řazen k rostlinám ohroženým vymizením.

## Rozšíření
Je původní téměř v celé Evropě, vyjma Pyrenejského poloostrova, ostrovů Velké Británie a východní částí Skandinávie. Z Evropy její areál přesahuje na Severní Kavkaz a do západní Sibiře. V České republice roste pouze roztroušeně a většinou na teplejších místech, optimum výskytu je v kolinním stupni, řidčeji ve stupni planárním a jen málo v suprakolinním. Bylinou hojněji se vyskytující je pouze ve středních a severozápadních Čechách. V teplejších oblastech ojediněle roste až do nadmořské výšky 500 m n. m. (Pavlovské vrchy).

## Ekologie
Vikev hrachovitá je hemikryprofyt, který vyrůstá na světlinách a po okrajích listnatých lesů, na pasekách, křovinatých stráních i různých nevyužívaných půdách na bazickém podkladu. Upřednostňuje slunná či jen mírně zastíněná stanoviště se sušší či mírně vlhkou, hlubší půdou. Je vzhledově poměrně proměnlivý, což se projevuje hlavně ve velikosti rostliny, počtu lístků v listech i květů v květenství.
Tento druh má symbiotický vztah s některými půdními bakteriemi, které přebývají v hlízkách na kořenech a fixují vzdušný dusík. Část tohoto dusíku je využívána vlastní rostlinou a díl může posloužit jinými rostoucím v okolí. Kvete od konce května do srpna. Počet chromozomů 2n = 12, stupeň ploidie x = 2.

## Popis
Vytrvalá bylina s lodyhou dlouhou 80 až 150 cm, která je plazivá nebo za přítomnosti podpory popínavá, opory se přidržuje úponky. Lodyha vyrůstající z tenkého kořene je hranatá, lysá, v horní části rozvětvená. Je střídavě porostlá složenými, sudozpeřenými listy s vřetenem zakončeným větveným úponkem, listy mají u báze 10 až 15 mm dlouhé, půlměsíčité palisty s jedním až třemi zuby. Listy jsou tvořené třemi až pěti páry protistojných, široce vejčitých či obsrdčitých lístků, 15 až 50 mm dlouhých a 10 až 35 mm širokých, lysých a sytě zelených, spodní pár je největší a kryje palisty. Horní lístky mají krátké řapíčky a spodní jsou k vřetenu přisedlé, všechny jsou u báze nenadále zúžené až okrouhlé, na vrcholu tupé nebo mělce vykrojené, po obvodě celistvé a jsou slabě kožovité.
Hroznovitá květenství s deseti až třiceti žlutobílými květy mají 6 až 14 cm dlouhé stopky, jež vyrůstají z úžlabí podpůrných listů a jsou od lodyhy odkloněné přibližně v pravém úhlu. Květy na 3 mm dlouhých stopkách jsou oboupohlavné a odstávají rovnovážně nebo jsou nicí. Zvonkovitý 3 až 5 mm dlouhý kalich s pěti nestejnými šídlovitými cípy, o mnoho kratšími než kališní trubka, je lysý, srostlolupenný, žlutozelený a u báze tmavší, téměř černý. Žlutobílá pyskatá koruna je 12 mm dlouhá, její pavéza je obsrdčitá, kratší křídla mají delší ouška a člunek je o málo kratší než křídla. Z koruny vystupuje deset dvoubratrých tyčinek s prašníky, devět z nich je nitkami srostlých do trubky a jedna (horní) je volná. Trubka nitek je uzavřená, pouze na její bázi je na svrchní straně otvor pro přístup k nektariu u spodu semeníku, ve kterém bývá dvě až osm vajíček. Poněkud zmáčkla čnělka s kartáčkem chlupů nese bliznu. Květy jsou opylovány hmyzem, převážně čmeláky.
Plody jsou nepukavé, olivově zelené až zeleně hnědé, podlouhlé lusky 30 až 40 mm dlouhé a 8 až 10 mm široké. Lysé, neopadavé lusky bez přepážek nebo přihrádek se otvírají oběma švy a obsahují po třech či čtyřech semenech asi 5 mm velkých. Semeno je kulovité nebo stlačené, rezavě hnědé, sametově matné a jeho hilum (pupek) zabírá asi polovinu obvodu.

## Rozmnožování
Vikev hrachovitá se může rozmnožovat jak vegetativně, tak i pohlavně. Vegetativně pomoci hypogeogenního oddenku, zakořeněného podzemního stonku. Oddenek roste vodorovně pod zemí (v nodech má šupinovité listy) a po určité době vyroste nad zem jako olistěná květonosná lodyha, jenž po odkvětu usychá. Přežije pouze podzemní část, z níž zase rostou další vodorovně rostoucí oddenky.
Pohlavně se rozmnožuje pomoci semen která klíčí hypogeicky, dělohy semene zůstávají v půdě a nad zem vyroste první nadděložní článek epikotyl. Pro rychle vyklíčení je vhodné před vysetím namočit semena na 24 hodin do vlažné vody.

## Význam
V minulosti se tato bylina pěstovala pro semena, která se vařila obdobně jako hrách či fazole.
Semena obsahují lektiny, bílkoviny schopné likvidovat červené krvinky a proto se před požitím musí důkladně tepelně upravit, jinak způsobují chudokrevnost, tzv. fabismus. Domácímu skotu zelené rostliny příliš nechutnají, silážované požírá.
V současnosti se tato planě rostoucí rostlina nepěstuje a počty stanovišť kde vyrůstá se snižují. Pro záchranu před vymizením byla "Červeným seznamem cévnatých rostlin České republiky" z roku 2017 zařazena mezi ohrožené druhy (C3).